# Copa Presidente de la República
La Copa Presidente de la República fue un torneo internacional amistoso de voleibol femenino disputado en los años 2009 y 2010.
Era organizada por la Federación Peruana de Voleibol junto a Latina Televisión con motivo de las Fiestas Patrias en el Perú.

## Campeones
La Copa Presidente de la República solo fue realizada en 2 ediciones.
| N.º | Año  | Sede | Oro    | Plata | Bronce            | Cuarto               |
| --- | ---- | ---- | ------ | ----- | ----------------- | -------------------- |
| I   | 2009 | Perú | Cuba   | Perú  | Trinidad y Tobago | Chile                |
| II  | 2010 | Perú | Brasil | Perú  | Trinidad y Tobago | República Dominicana |

### Medallero histórico
- Actualizado hasta Perú 2010.

| Núm. | País              | Oro | Plata | Bronce | Total |
| ---- | ----------------- | --- | ----- | ------ | ----- |
| 1    | Cuba              | 1   | 0     | 0      | 1     |
| 2    | Brasil            | 1   | 0     | 0      | 1     |
| 3    | Perú              | 0   | 2     | 0      | 2     |
| 4    | Trinidad y Tobago | 0   | 0     | 2      | 2     |
|      | TOTAL             | 2   | 2     | 2      | 6     |

### Voleibol
- Copa Latina (voleibol)
- Copa Movistar (voleibol)
- Voleibol en el Perú

### Fútbol
- Copa Presidente de la República (Mallorca)